# Laurylglycoside
Laurylglycoside (of laurylglucoside) is een alkyl-glycoside opgebouwd uit glucose en een lange alkylgroep, namelijk een laurylgroep, dat uit kokosolie of palmolie gewonnen wordt. Alkylpolyglycosiden geproduceerd uit laurylalcohol en een polysacharide, worden ook laurylglycoside genoemd. Het CAS-nummer hiervoor is 110615-47-9.

## Toepassingen
Laurylglycoside is een niet-ionische oppervlakte-actieve stof en detergent. Ze is goed biologisch afbreekbaar.
De INCI-naam is LAURYL GLUCOSIDE. Er zijn geen beperkingen aan het gebruik ervan in cosmetische producten. Laurylglycoside wordt onder meer gebruikt in vloeibare zepen, zonnebrandcrèmes en shampoos. Het is geschikt voor producten voor gevoelige huid en voor babyproducten. 